# Теудр Великий
Теудр Великий (брет. Tewdwr Mawr; 520—577/580/584) — второй сын и наследник короля Арморики Хоэля Старшего.
Возможно, что Теудр родился тогда, когда его отец Хоэль находился в изгнании. Он был вторым сыном Хоэля. Старшим был Руфон, отказавшийся от власти. Детство своё Теудр провёл в Бретани. Хоэль заключил союз с правителем Бро-Эреха Маклию. Однако после того как Хоэль умер в 545 году и его сыновья разделили власть, Маклию порвал союз и вторгся в земли сыновей Хоэля. В 547 году был разбит и убит в битве Хоэль Младший. Тогда же Теудр бежал в Думнонию.
Он утвердился в Карнсеу в устье Хайле в Корнуолле как правитель района Пенвит. Именно здесь Теудр приобрёл себе репутацию нечестивца, отворнувшегося от ирландских святых, и даже убившего некоторых из них.
В конце концов он сумел собрать силы для вторжения в Арморику и захватил своё законное наследство. Маклию и его старший сын, Якоб, были разгромлены и убиты в большой битве в 577 году. По отношению к Вароху, младшему сыну Маклию, Теудр проявил великодушие и позволил ему остаться у власти в Бро-Эрехе. Теудр, возможно, умер вскоре после этого.
Теудру наследовали его сын Мейриг и сын Хоэля Младшего Алайн.